# Peter Davis (Regisseur)

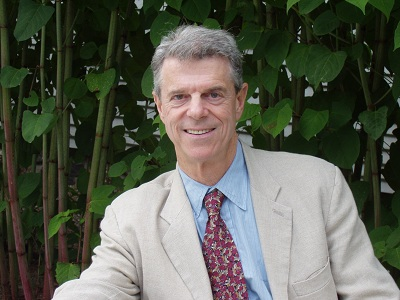
Peter Davis 2003

Peter Frank Davis (* 2. Januar 1937 in Santa Monica, Kalifornien) ist ein US-amerikanischer Filmemacher, Sachbuchautor und Journalist. Für seinen Dokumentarfilm Hearts and Minds (1974) erhielt er bei der Oscarverleihung 1975 einen Oscar.

## Leben
Peter Davis wuchs in Santa Monica auf. Seine beiden Eltern waren Drehbuchautoren. Seinen Abschluss machte er an der Harvard University. Anschließend ging er nach Indien, dessen Schönheit bei gleichzeitiger Armut der Bevölkerung ihn zeitlebens prägte.
Zurück in den vereinigten Staaten wurde er Journalist und arbeitete kurzzeitig für The New York Times. Von 1959 bis 1960 diente er in der United States Army, von 1961 bis 1964 drehte er eine 26-teilige Fernsehserie namens FDR über das Leben und Wirken von Franklin D. Roosevelt, für die er Familie. Freunde, Feinde und Parteikollegen interviewte. Ende der 1960er kam er zu CBS News, wo er Reportagen über Themen wie die Studentenunruhen in den 1960ern, Armut, Rassismus und Krieg drehte.
1972 verließ er CBS News und drehte den Dokumentarfilm Hearts and Minds, eine kontroverse und hochumstrittene Dokumentation über den Vietnamkrieg. Für diesen Film wurde er mit dem Oscar ausgezeichnet. Der Film wurde 2009 in Zusammenarbeit mit Davis aufwendig restauriert.
Es folgte die sechsteilige Dokumentation Middletown über die Stadt Muncie in Indiana.
Ende der 1970er begann seine publizistische Karriere. Er schrieb mehrere Sachbücher, darunter Hometown (1982), Where Is Nicaragua? (1987) über die amerikanische Politik während der Reagan-Jahre in Zentralamerika, und If You Came This Way (1995). Letzteres Werk behandelte die Chronik der US-amerikanischen Unterschicht und wurde für den Pulitzer-Preis nominiert. Mit seinem Sohn Nick Davis drehte er den Film Jack über John F. Kennedy.

## Filmografie

### Regie
- 1961–1964: FDR
- 1966: Pub (Kurzfilm)
- 1966: Strip (Kurzfilm)
- 1971: The Selling of the Pentagon
- 1974: Hearts and Minds
- 1977: South Africa: The White Laager
- 1980: Generations of Resistance
- 1982: Middletown (Miniserie)
- 1986: Rise and Fall of the Borscht Belt
- 1986: Winnie and Nelson Mandela
- 1994: Nelson Mandela: Prisoner to President (Kurzfilm)

### Drehbuch
- 1968: Of Black America (Miniserie)
- 1975: This Bloody, Blundering Business (Kurzfilm)
- 1977: The South Afrikaner Experience: Politics of Exclusion (Kurzfilm)
- 1980: Haywire
- 1993: JACK: The Last Kennedy Film

## Werke
- Hometown. New York City: Simon & Schuster 1982. ISBN 978-0-671-24556-6
- Where Is Nicaragua? New York City: Simon & Schuster 1987. ISBN 978-0-671-54618-2
- If You Came This Way: A Journey Through the Lives of the Underclass Wiley 1995. ISBN 978-0-471-11074-3
- Girl of My Dreams. Open Road Distributions 2015. ISBN 978-1-4976-8228-3